# Amand Fäßler
Amand Fäßler, im Englischen meist Faessler zitiert, (* 26. April 1938 in Gengenbach) ist ein deutscher theoretischer Physiker, der sich vor allem mit Kernphysik beschäftigt.

## Leben
Fäßler studierte Physik an der Albert-Ludwigs-Universität Freiburg, wo er 1963 bei Hans Marschall promoviert wurde. Danach war er als Post-Doc 1963 und 1965 an der Florida State University in Tallahassee. 1965 war er Assistant Professor an der University of California at Los Angeles (UCLA) und ab 1967 Professor an der Westfälischen Wilhelms-Universität in Münster und Direktor des dortigen Instituts für Theoretische Physik. Ab 1971 baute er eine theoretische Arbeitsgruppe am Kernforschungszentrums Jülich auf (er leitete das dortige Institut für Kernphysik), während er gleichzeitig an der Universität Bonn lehrte. Ab 1979 war er Professor in Tübingen und Direktor des dortigen Instituts für Theoretische Physik. Heute ist er in Tübingen Professor Emeritus. 1977 und 1981 war er Gastprofessor an der State University of New York at Stony Brook, 1983 an der Vanderbilt University und 1987 an der University of Melbourne.

## Werk
Fäßler befasste sich in den 1960er Jahren mit Kernmodellen und untersuchte teilweise mit Walter Greiner (ebenfalls Doktorand von Marschall) kollektive Anregungen in deformierten Kernen (u. a. Rotations-Vibrations-Modell), und dann unter anderem mit Hochspin-Zuständen von Kernen (mit einer Erklärung des Backbending in den 1970er Jahren), Schwerionen-Kollisionen (z. B. Quark-Gluon-Plasma, superdichte Materie mit Anwendungen auf Zustandsgleichungen für Materie in Neutronensternen, bei Supernova-Explosionen), Auswirkungen der Quantenchromodynamik (QCD) in der Kernphysik (insbesondere für die Form des Nukleonen-Wechselwirkungspotentials), kernphysikalisches Vielteilchenproblem (beispielsweise numerische Variationsverfahren bzw. Computercodes Monster, Vampir), Neutrinophysik (supersymmetrische Modelle für die Neutrinomischungen und -massen), neutrinolosem Doppeltem Betazerfall (NLDB) und die Bestimmung der Elektron-Neutrinomasse im Elektroneneinfang an Holmium-Isotop 163Ho. Für die Interpretation der Ergebnisse von Experimenten zum (bisher nicht beobachteten) NLDB sind sowohl kernphysikalische Rechnungen nötig als auch Vergleichsrechnungen mit GUT-Modellen (es ergeben sich nach der Arbeitsgruppe von Fäßler schon aus der Tatsache, dass Kerne mit möglichem NLDB eine Lebensdauer von über 1026 Jahren haben Obergrenzen für die Elektron-Neutrinomasse von 0,6 eV). Er untersuchte ein sehr breites Spektrum von Problemen in der theoretischen Kernphysik (seine Publikationsliste zählt bis 2016 über 1200 Arbeiten auf).
Er war (Stand 2023) Herausgeber der Zeitschrift Progress in Particle and Nuclear Physics (ISSN 1873-2224) und war Direktor von mehreren Sommerschulen für theoretische Physik am Ettore-Majorana-Zentrum in Erice auf Sizilien.

## Ehrungen
- 1981: Ehrenprofessur der Fudan-Universität in Schanghai/China
- 1984: Max-Born-Preis der Deutschen Physikalischen Gesellschaft und des „Institute of Physics“ (United Kingdom)
- 1984: Ehrendoktor der Universität Jyväskylä in Finnland
- 1997: Ehrendoktor der Universität Bukarest
- 1989: Ehrenmedaille der Universität Helsinki
- 1991: Ehrenmitglied der Royal Society of South Africa
- 1999: Mc Minn-Preis der Vanderbilt-Universität in Nashville/TN
- 2000: Golden Royal Jubelee Award in Physics zum 50. Regierungsjubiläum des Königs von Thailand
- 2002: Ehrenprofessur der Jilin-Universität in Changchun/China
- 2004: Honorary Fellow of the Institute of Physics (UK)
- 2008: Ehrendoktor der Suranaree Technical University in Nakhon Ratchasima/Thailand
- 2008: Ehrenmitglied in der Griechischen Kernphysik-Gesellschaft
- 2008: Preis der Russischen Akademie der Wissenschaften für die beste Veröffentlichung auf dem Gebiet der Teilchen- und Kernphysik der Jahre 2006 und 2007
- 2010: Ehrendoktor der Universität von Bratislava/Slowakei

## Schriften (Auswahl)
- mit Claus Jönsson: Die Top 10 der schönsten physikalischen Experimente, rororo 2005
- Doppelter Beta-Zerfall und Vereinheitlichung der Kräfte, Physikalische Blätter, Bd. 45, 1989, S. 321–325
- mit T. S. Kosmas, G. K. Leontaris: Symmetries in intermediate and high energy physics, Springer Tracts in Modern Physics 163, 2000